# Podbílek šupinatý
Podbílek šupinatý (Lathraea squamaria) je nezelená parazitická bylina z čeledi zárazovité (Orobanchaceae), parazitující na kořenech převážně listnatých stromů, méně na kořenech jehličnanů. Pod zemí se rozrůstá bohatou spletí větvených oddenků, z nichž vyrůstají haustoria čerpající živiny z hostitelů. Zjara rozkvétá jednostrannými růžovými hrozny. Vyskytuje se na velké části území Evropy včetně Česka, ostrůvkovitě zasahuje i do jihozápadní Asie. 

## Popis

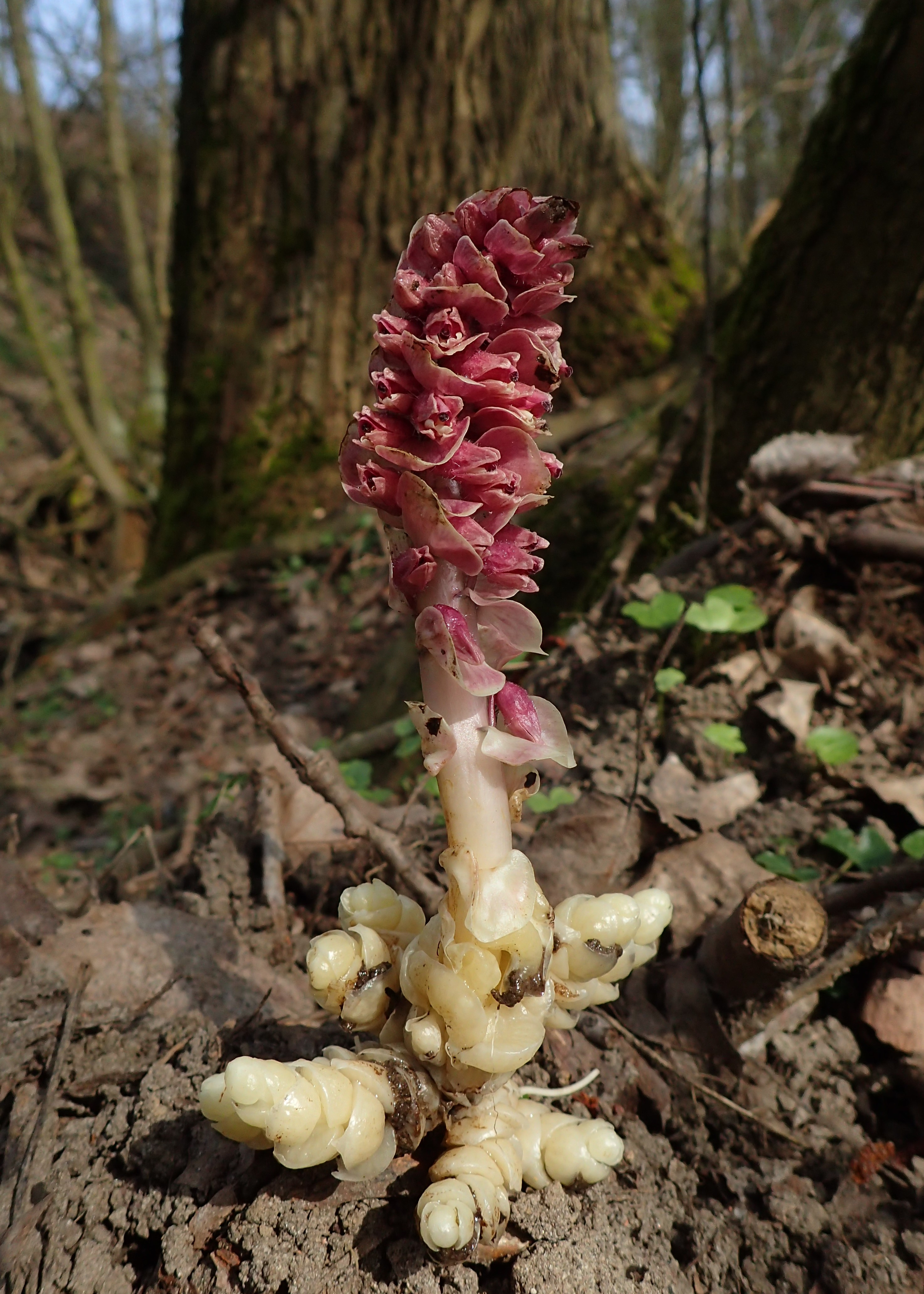
Kvetoucí podbílek šupinatý s odhalenými podzemními výhony

Podbílek šupinatý je nezelená parazitická vytrvalá bylina, jejíž vegetativní orgány jsou skryty pod zemí a nad zem vyčnívají jen jarní krátkověké květonosné lodyhy, jichž může být u jednoho jedince až několik desítek. Dominantním orgánem podbílku je bohatě větvený oddenek nesoucí nahloučené modifikované podvinuté listy přeměněné na dužnaté šupiny dlouhé asi 0,5–1 cm a široké až 1,5 cm. Do vnitřku listů zasahuje z dolní strany dutina bohatě větvená v jakési úzké chodbičky vystlané žlázkami, které vylučují přebytečnou vodu, čímž zvyšují efektivitu sání živin z hostitelské rostliny. Oddenek je plný, bělavý, do 1 cm silný, jeho hlavní osa je víceméně vertikální, v několika patrech z ní do stran odbočují vedlejší vystoupavé větve. Oddenky mohou zasahovat do poměrně velké hloubky (až 2,5 m).Vespod vyrůstají z oddenkové soustavy kořeny modifikované v haustoria pronikající do kořenů hostitele.
Květenství má podobu hustého jednostranného růžového až nafialovělého hroznu vysokého nejčastěji 10–20 cm s 20–35 květy v paždí křižmostojných listenů. Květy na 0,5–1 cm dlouhých stopkách jsou vybaveny čtyřčetným přes 1 cm dlouhým řídce chlupatým zvonkovitým kalichem a dvoupyskou korunou dlouhou kolem 1,5 cm. Horní pysk koruny je nafialovělý až fialový, dolní je bledý. Tyčinky jsou čtyři, přičemž ty dolní jsou kratší. Pestík je vybaven fialovou čnělkou zakončenou žlutavou bliznou. Těsně nad zemí nebo pod ní mohou být vytvořeny i kleistogamní drobnější květy. Plodem je asi 1 cm dlouhá jednopouzdrá tobolka s mnoha (cca 150) semeny se síťovitě dekorovaným povrchem. Šupinovité nadzemní listy přítomné případně pod květenstvím nejsou dužnaté, jsou široce vejčité, přes 1 cm dlouhé.

## Ekologie
Podbílek šupinatý roste ve vlhkých listnatých nebo smíšených lesích, zejména podél lesních potoků. Parazituje na kořenech nejrůznějších listnatých stromů, hlavně na olších, lískách, topolech a vrbách. Vzácněji parazituje na jehličnanech, např. smrcích. Semena podbílku si zachovávají vysokou klíčivost po řadu let, úspěšně klíčí jen v přítomnosti kořene hostitelské rostliny.
Někteří autoři uvažují o masožravosti u podbílku jako o dalším způsobu získávání živin. Drobné půdní organismy by se zachycovaly v dutinkách listu a tam byly tráveny. Nicméně výskyt edafonu v těchto komůrkách není příliš průkazný.
Rozkvétá především v dubnu až květnu, některé populace ale mohou kvést i značně později (až do srpna).

## Rozšíření
Areál podbílku šupinatého zahrnuje Evropu od Irska, jihu Skandinávie po Balkán a přes Malou Asii ostrůvkovitě zasahuje až do Kašmíru a Afghánistánu. V Česku roste roztroušeně od nížin po horské oblasti.

## Galerie

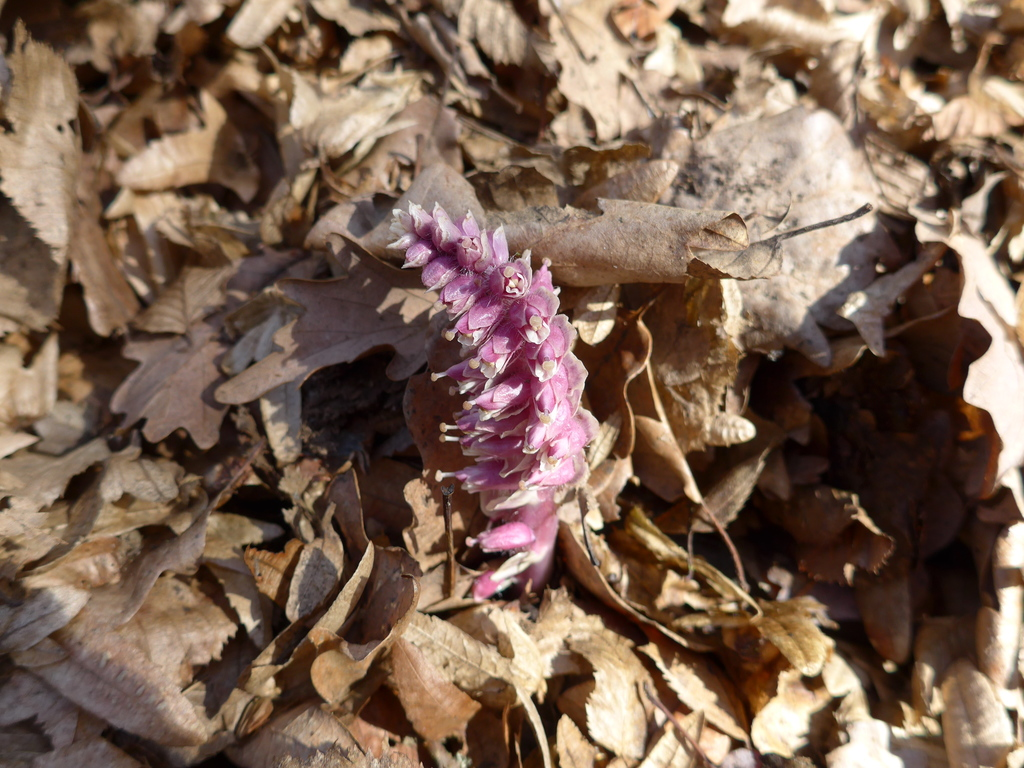
Podbílek kvetoucí v listnatém lese
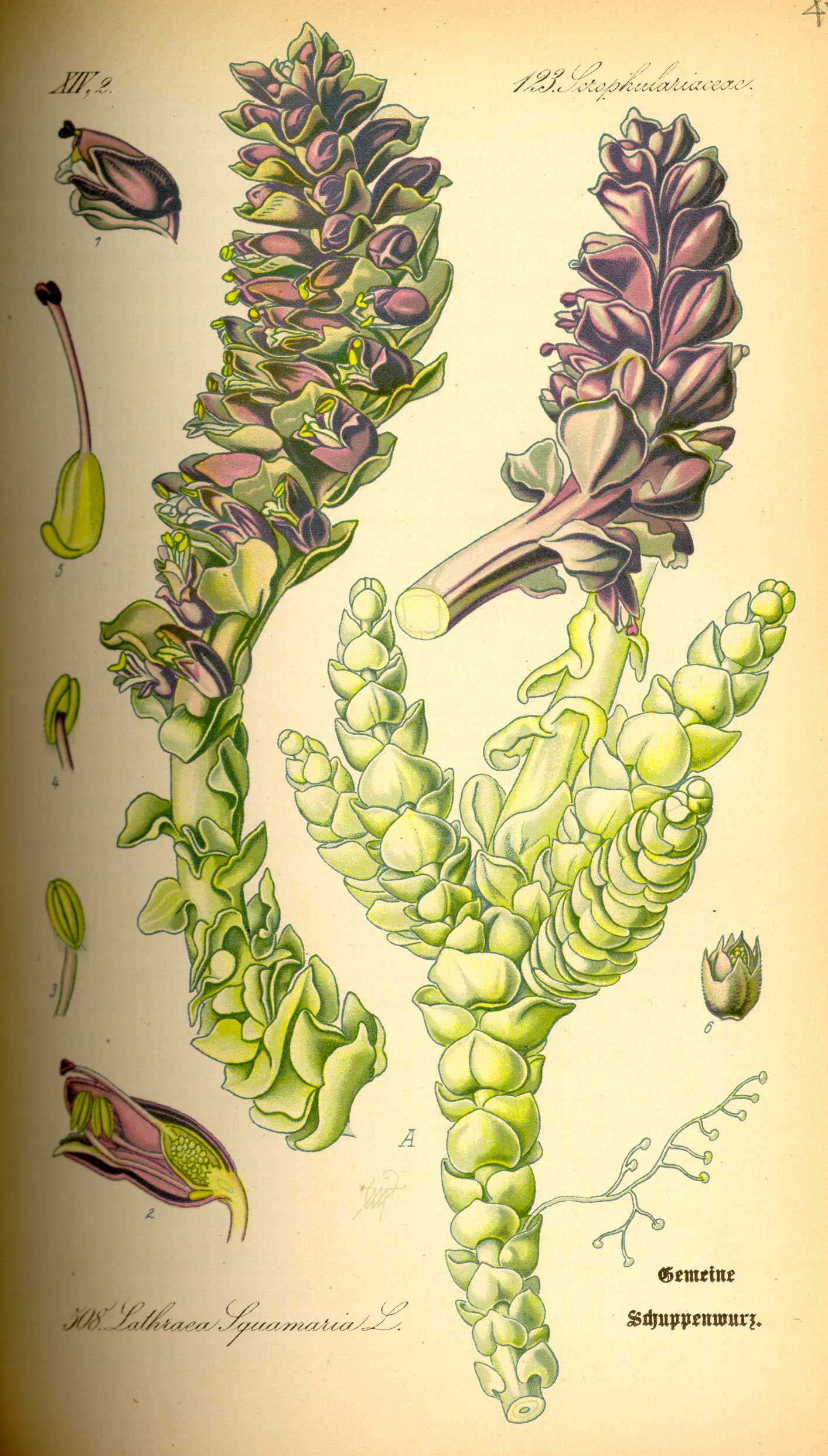
Podbílek šupinatý na ilustraci z r. 1885
Semeno podbílku šupinatého (autofluorescence)
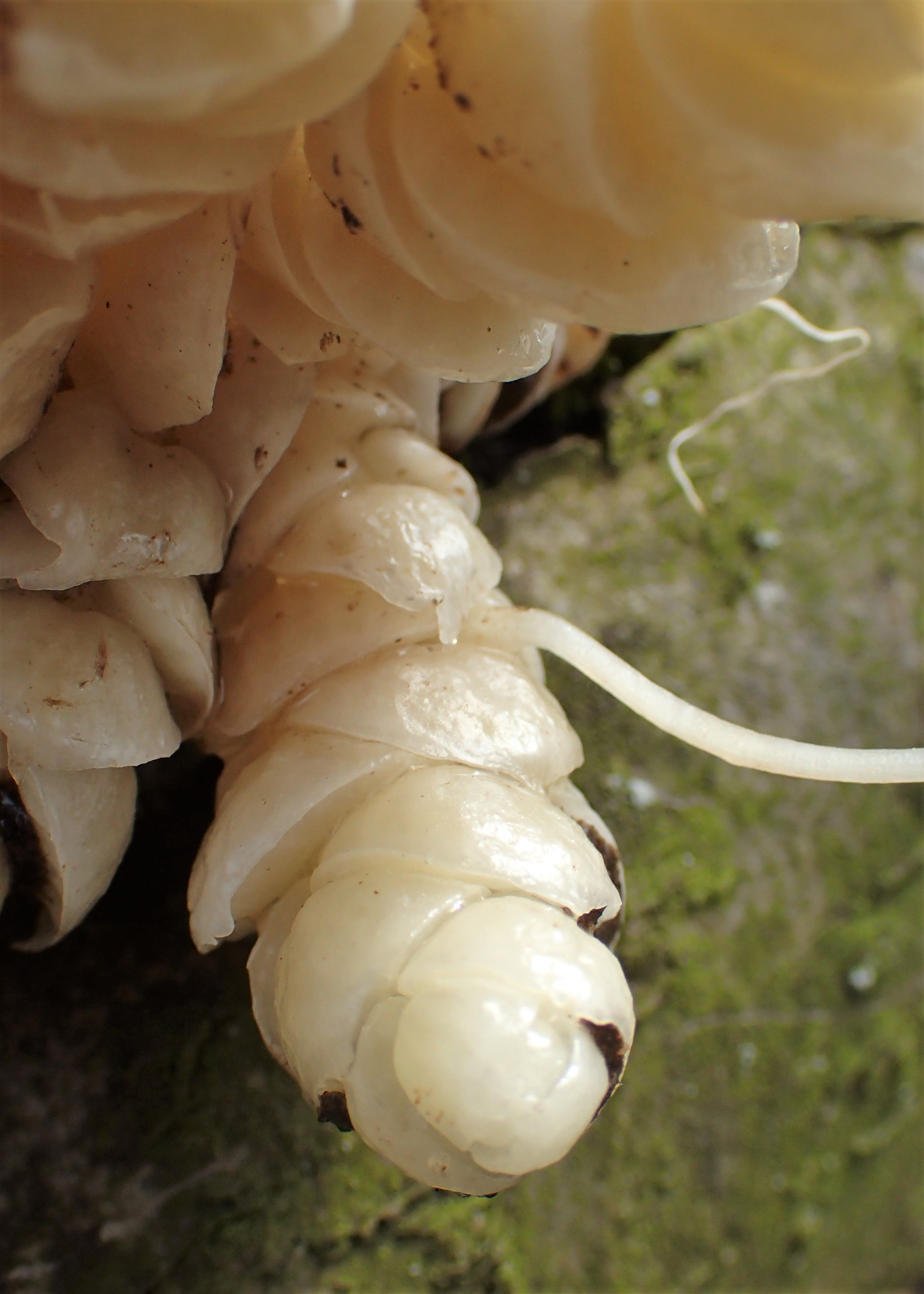
Detail podzemního oddenku
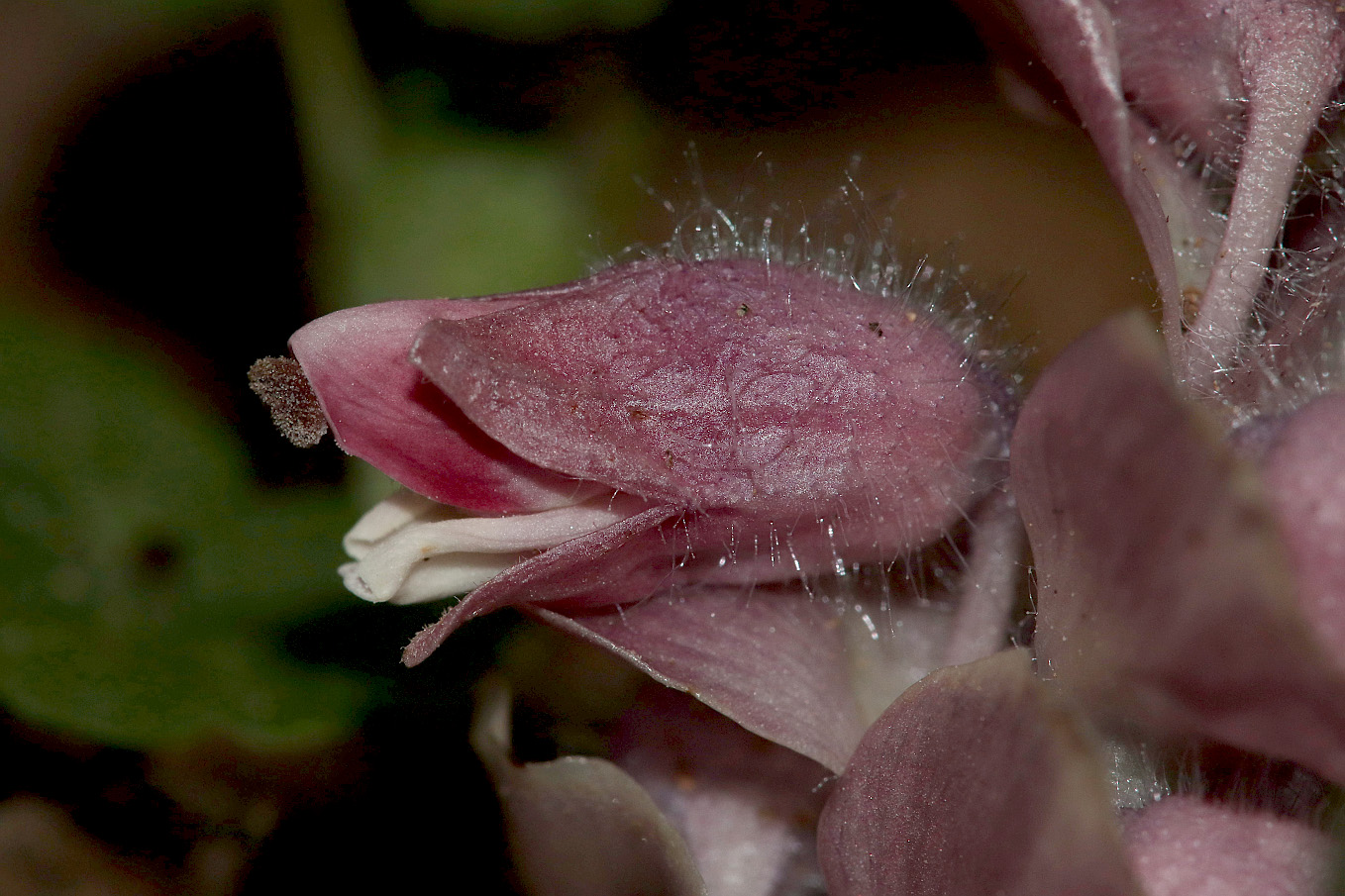
Detail květu